# Гагарин, Семён Никитич
Князь Семён Ники́тич Гага́рин (XVI век — 8 (18) февраля 1632, Новгород) — рязанский сын боярский, голова, дворянин московский и воевода из рода князей Гагариных во времена правления царя Михаила Фёдоровича .
Старший сын помещика Рязанского уезда князя Никиты Фёдоровича Гагарина. Его младший брат — князь Никита Никитич Гагарин.

## Биография
На службе с 1590-х годов. В составе отрядов рязанских дворян принимал участие в событиях Смутного времени. Был головой одной из рязанских сотен, действовавших под началом Прокофия Ляпунова. Участник Первого ополчения. 

Летом 1611 года Прокофий Ляпунов пожаловал ему и его братьям, князю Никите Никитичу и князю Григорию Петровичу Гагариным, поместья Рязанском уезде — бывшую вотчину Ивана Дмитриева, село Мишенское и деревню Аннинскую с пустошами, и бывшую вотчину вдовы Орины Клешниной, деревню Перекаль. Вскоре после убийства Ляпунова право князей Гагариных на эти поместья попытались оспорить, но оно было подтверждено грамотой князя Д. Т. Трубецкого и И. М. Заруцкого (29 августа 1611).

С осени 1611 по весну 1612 года — второй воевода в Торопце, товарищ князя Семена Васильевича Прозоровского. Осенью 1611 года освободил от поляков Великие Луки: 
Того же года летом посылал из Торопца князь Семен Васильевич Прозоровский под Луки Великие на литовских людей товарища своего князя Семена Гагарина с ратными людьми разных городов. И князь Семен Гагарин пришед под Луки Великие изгоном и Луки Великие город взял и в городе поляков пана Воина Есинецкого с товарищами взяли и Луки Великие выжгли .

Весной 1613 года — воевода в Белёве с князем Андреем Андреевичем Хованским. В марте—апреле участвовал в походе верховских и северских воевод против отряда поляков и черкас, вставших лагерем на Брыне и опустошавших Белёвский, Мещовский, Калужский и Козельский уезды. Поход потрпел неудачу из-за ссоры мценского воеводы князя И. А. Хворостинина и князя А. А. Хованского. После отстранения князя А. А. Хованского — воевода в Белёве (май 1613—февраль 1614)
Июля в 30 день писал к государю царю и великому князю Михаилу Федоровичу… из Белева воевода князь Семен княж Никитин сын Гагарин, что черкасы и литовские люди пришли в серпейские места и Серпееск, и Мещоск, и Козелеск, и Болхов, и Лихвин, и Перемышль взяли и сожгли и белевской острог взяли же. А он з дворяны и з детьми боярскими отсиделись в городе.
С февраля 1614 по июнь 1615 года — воевода в Невеле . Выдержал несколько осад города литовцами (10, 19, 24 июля и 27 декабря 1614 года), проводил разведку в пограничье и несколько раз посылал отряды набегами в сторону Озерищ. 18 июля 1615 года у государева стола жалован за невельское осадное сидение. Даны ему «шуба, камка бурская разные шелки, на соболях, цена 66 pуб., 30 алт., 2 денги, ковш серебрян, весу гривенка, 39 золотников с полузолотником».
С августа 1616 по весну 1618 года — воевода в Казани с боярином князем Владимиром Тимофеевичем Долгоруким, с ними дьяки Андрей Подлесов и Афанасий Истомин. Принимал участие во встречах и проводах кизилбашских послов Булат-бека и Кай Салтана (1616, 1618), а также проводах русских послов в Персию Федора Леонтьева (1616) и князя Михаила Барятинского (1618).
В феврале 1619 года послан воеводой в Вязьму, возвращенную поляками по условиям Деулинского перемирия. Принял город от начальника польского гарнизона и начал его восстановление. С 30 марта 1619 до лета 1620 — воевода в Вязьме с князем Иваном Фёдоровичем Хованским, с ними дьяк Иван Остапов. Провели ремонт крепости, пострадавшей за время войны, пополнили городские хлебные запасы, организовали несение пограничной службы и разведки. Вместе с присланной из Москвы делегацией провели размен пленных (1 июня 1619) и встретили на границе патриарха Филарета, возвращавшегося из польского плена (2 июня 1619).
После возвращения патриарха Филарета, благодаря покровительству троюродного дяди, князя Романа Ивановича Гагарина, был приближен ко двору. 13 сентября 1621 года встречал турецкого посла Фому Кантакузена и был у него приставом в течение всего времени пребывания посла в Москве (13 сентября 1621—26 февраля 1622). С ним дьяк Гаврило Богданов.

26 марта 1622 года для защиты южных уездов от крымцев и ногайцев послан младшим воеводой передового полка на Дедилов. В это же время младшим воеводой большого полка на Тулу был назначен князь Василий Щербатов. Надеясь использовать свое недавнее возвышение на благо рода, «бил челом в отечестве на князя Василия Щербатого, что ему меньше князя Василия быть не мочно: нигде Гагарины с Щербатыми не бывали», но получил из Разряда суровую отповедь:  
…дьяк Томило Луговской сказывал князю Семену: бил он челом на князя Василия Щербатого не делом, со князем Василием ему не сошлось, никто в Гагариных в воеводах не бывали, везде в старостах губных и в городовых приказчиках, и впредь бы князь Семен Государю не бил челом, а станет бить челом и ему быти про то в великой государевой опале и в наказанье без пощады…
Князь Семён не успокоился и попытался обратиться лично к царю во время церемонии отпуска воевод, но «…Государь князю Семену отказал с великою кручиною.»

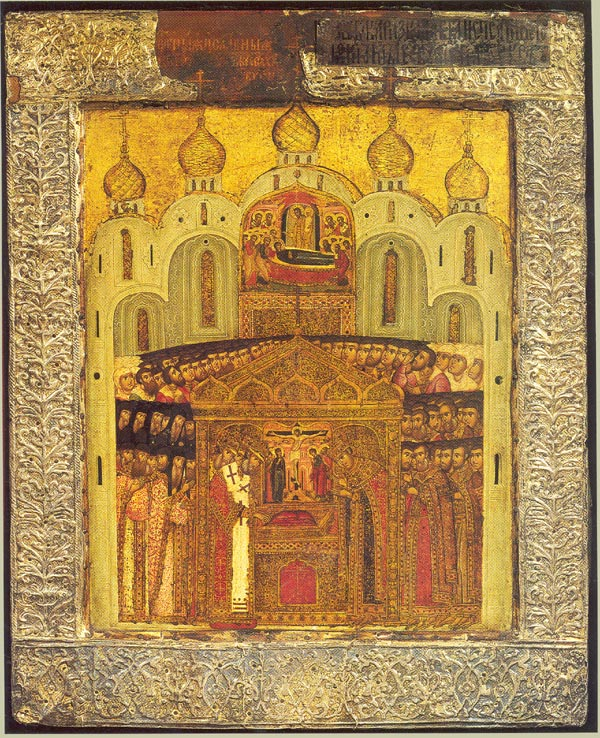
Положение Ризы Господней в Успенском соборе Московского Кремля 10 июля 1625 года. Среди присутствующих был князь Семён Гагарин.

Воеводам велено было быть на местах к 28 апреля и помогать друг другу в случае опасности. В мае—июне мелкие отряды татар совершили несколько набегов на Данковский, Епифанский, Соловский, Одоевский и Белёвский уезды. Какого-либо сопротивления им оказано не было, и 7 июня из Москвы в Тулу был направлен Иван Яковлевич Вельяминов, который должен был расследовать действия полковых воевод и передать им:
…вы воеводы походные, и как скоро про татар весть придет, то вам бы тотчас идти наспех и воевать им не дать. Да и то сделали простотою и глупостью: пришедши к татарским станам близко, ничего опять им не сделали, в станах их не застали, подъездов за ними не послали, сами по сакме не пошли, отворотных воинских людей нисколько не ожидали и устеречь их не умели. Татары пришли под Дедилов немногие люди, были от посаду за три версты, а князь Гагарин из Дедилова на них выйти не смел, послал сотни и сам пошел, как татары, навоевавшись, назад пошли. Эта татарская война учинилась их воеводской оплошкою и нераденьем, или, быть может, они для посулов ратных людей распустили по домам, и оттого им над татарами промышлять было не с кем.
В итоге князь Семён получил подкрепление и был оставлен на своем месте. В июле, при известиях о новом нашествии азовцев и ногайцев, назначено ему было идти к Алексину в сход к первому воеводе передового полка князю Ивану Фёдоровичу Хованскому. Но поход так и не состоялся. Оставался со своим полком в Дедилове до начала 1623 года.
Пристав у кизылбашских послов Рустам-бека и Булат-бека, которые привезли в Москву подарок царю и патриарху от шаха Аббаса — захваченную персами в Грузии Ризу Господню (25 февраля—26 мая 1625). С ним Иван Огарёв и дьяк Богдан Поздеев. Приставы торжественно встретили послов за Сретенскими воротами, а затем сопровождали их на многочисленных приемах у царя и патриарха.
После отъезда послов находился на различных придворных службах (июнь 1625—декабрь 1626). На второй свадьбе царя Михаила Фёдоровича с Евдокией Лукьяновной Стрешневой (5 февраля 1626) шёл в свадебном поезде в числе дворян за санями.
Воевода на Верхотурье (январь 1627—весна 1629), с ним подьячий Петр Максимов.
Весной 1630 года — воевода во главе отряда воронежских и елецких детей боярских и казаков. Послан на судах в низовья Дона для встречи, охраны и сопровождения турецкого посла Фомы Кантакузена и венгерского посла Жака Русселя.
С 10 сентября 1630 года — воевода в Новгороде с боярином князем Юрием Яншевичем Сулешевым, с ними дьяки Никифор Шипулин и Первой Неронов. В августе 1631 года в Новгороде с ним заместничали дворяне П. Д. Тушин, Б. Ф. Самарин и Б. И. Нащокин, вероятно, надеясь, что тяжело заболевший к тому времени князь Семён не подаст встречного иска и дело обернется в их пользу. Но встречный иск, подкрепленный документами, подали другие князья Гагарины, и челобитчики дело проиграли.
Зимой 1632 года новгородский воевода князь Юрий Яншевич Сулешев писал в Разрядный приказ, что его товарищ, князь Семен Гагарин, «в болезни постригся и лежит при смерти».

В помяннике Новодевичьего монастыря:«8 февраля. Память князю Семену Никитичю Гагарину, вкладу по нем дано 50 рублей». Скончался, не оставив после себя потомства.
Начинал службу как рязанский городовой дворянин, но уже в 1616 году упомянут как дворянин московский, и до последних дней оставался в этом чине. За свои службы неоднократно получал прибавки к земельному и денежному жалованию. В Боярской книге 1631 года его поместный оклад — 1000 четей, а денежный оклад с придачей — 160 рублей.
«…князь Семен грамоте не разумеет…»

## Адреса и владения
По писцовой книге князя Ивана Львова 1628—1629 годов за ним в Рязанском уезде, в Моржевском стане, поместье: деревня Аннинская на речке Митенке, пустошь выселок Марьин и половина деревни Перекали на реке Осетре, а в них пашни 145 четей.
В Росписном списке города Москвы 1638 года: «…В Колашном переулке двор князь Семеновской княгини Гогарина вдовы Анны, у ней людей Павлик Москвитинов да Мишка Дорофеев с пищалями.» 

## Критика
Приводимое В. Корсаковой сведение, что князь Семён Никитич Гагарин в 1610 году был вторым воеводой в Цареве-городе (товарищ окольничего князя Андрея Хворостинина), ошибочно. В источнике речь идет о событиях 1599 года (с неверно прочитанной датой) и о князе Семене Семеновиче Гагарине по прозвищу Ветчина.